# Mosteiro de San Martín de Castañeda
O Mosteiro de São Martinho de Castañeda (em castelhano: Monasterio de San Martín de Castañeda) é um edifício religioso de estilo românico classificado como monumento histórico-artístico desde 1931, que situa-se na localidade de San Martín de Castañeda do município espanhol de Galende, na comarca de Seabra, província de Samora.
No município de Galende, no sopé de um monte que domina a beira setentrional do lago de Sanábria, encontra-se situada a aldeia de San Martín de Castañeda, nascida à sombra do mosteiro homónimo e do que Manuel Gómez-Moreno disse:
 “Dificilmente se pode ver o mosteiro plantado no sítio mais transbordante de beleza que este: ao lado de uma serra, face ao sol, entre pomares, prados e florestas e ter a seus pés o lago de Seabra, que poderia rivalizar com os da Itália na fama e no desempenho ...” .